# Karničar
Karničar je priimek v Sloveniji, ki ga je po podatkih Statističnega urada Republike Slovenije na dan 1. januarja 2010 uporabljalo 79 oseb. Priimek izhaja iz slovenjske Koroške.

## Znani nosilci priimka
- Andrej Karničar (1923 - 1998), planinec, oskrbnik Češke koče, prejemnik Bloudkove plakete (1979), ustanovitelj Smučarskega kluba Jezersko
- Davo Karničar (1962 - 2019), alpinist in ekstremni smučar (Bloudkova nagrada)
- Drejc (Andrej) Karničar (*1970), alpinist, župan Občine Jezersko
- Ludvik Karničar (*1949), slavist, slovenist, dialektolog, leksikograf, univ. prof. v Gradcu, dopisni član SAZU
- Luka Karničar (1956 - 1997), alpinist, gorski reševalec - letalec
- Žan Karničar (*1990), veterinar, alpinist, gorski reševalec